# Euploea althaea
Euploea althaea är en fjärilsart som beskrevs av Semper 1878. Euploea althaea ingår i släktet Euploea och familjen praktfjärilar. Inga underarter finns listade i Catalogue of Life.